# كين جونسون (لاعب كرة سلة مواليد 1978)
كين جونسون (بالإنجليزية: Ken Johnson)‏ مواليد 1 فبراير 1978 في ديترويت، هو لاعب كرة سلة أمريكي سابق. بدأ مسيرته الاحترافية في سنة 2001. تم اختياره من قبل فريق ميامي هيت خلال الدرافت. يبلغ طوله 6 قدم 11 بوصة (2.1 م). اعتزل اللعب في 2010.

## المسيرة الاحترافية
لعب مع إس إس فليتشي سكاندون في الدوري الإيطالي في سنة 2001، ثم لعب مع ميامي هيت في موسم 2002–2003، ثم لعب مع كانتون شارج في موسم 2003–2004، ثم لعب مع بوسان كي تي سونيكبوم في سنة 2006.

## روابط خارجية
- كين جونسون على موقع إن بي أي (الإنجليزية)
- كين جونسون على موقع سبورتس رفرنس (الإنجليزية)
- كين جونسون على موقع كرة السلة الأوروبية.كوم (الإنجليزية)
- كين جونسون على موقع كلية كرة السلة في سبورتس رفرنس.كوم (الإنجليزية)
- كين جونسون على موقع ريلجم (الإنجليزية)
- كين جونسون على موقع بروبوليرز (الإنجليزية)
- كين جونسون على موقع سبورتس رفرنس (الإنجليزية)
- كين جونسون على موقع سبورتس رفرنس (الإنجليزية)